# Fiaponeura penghiani
Fiaponeura penghiani — викопний вид сітчастокрилих комах, що існував у крейдовому періоді (99 млн років тому). Комаха знайдена у бірманському бурштині.

## Опис
Тіло завдовжки 7,9 мм, довжина переднього крила 11,6 мм.